# Good Ones
«Good Ones» es una canción de la cantautora inglesa Charli XCX. Fue lanzada el 2 de septiembre de 2021 como el sencillo principal de su próximo quinto álbum de estudio, Crash (2022). Es una canción de synthwave, electropop y baile.

## Música y letra
«Good Ones» se aleja de la producción experimental orientada al hyperpop de los lanzamientos anteriores de Charli XCX, volviendo al sonido pop presente al principio de su carrera.  Fue descrita como una canción de synthwave y electropop, llena de «sintetizadores hipnóticos y palpitantes» y «producción impactante». Líricamente, la canción describe su hábito de atraer relaciones tóxicas y sabotear las sanas.

## Video musical
El videoclip de «Good Ones» se lanzó junto con la canción. Fue filmado en México y dirigido por Hannah Lux Davis y muestra a Charli en el funeral de su ex amante, bailando en ropa interior alrededor de la tumba y sobre una lápida. La lápida presenta su propio nombre junto con su fecha de nacimiento y la fecha 18 de marzo de 2022, la fecha de lanzamiento de Crash.

## Recepción crítica
Jade Gomez de Paste elogió la canción y dijo: «Charli llega con un espectacular banger de club que aún tiene el agudo ingenio y las peculiaridades que la han convertido en una innovadora». Quinn Moreland de Pitchfork elogió la canción pero lamentó su corta duración, afirmando que «muchas canciones pop se prolongan demasiado, pero esta podría soportar estirar las piernas. Quizás ese sea el punto: las cosas buenas siempre se escapan demasiado rápido».

## Posicionamiento en listas
| Listas (2021–2022)                                | Mejor posición |
| ------------------------------------------------- | -------------- |
| Australia (ARIA)                                  | 94             |
| Estados Unidos (Billboard Dance/Mix Show Airplay) | 38             |
| Estados Unidos (Billboard Mainstream Top 40)      | 35             |
| Hungría (Rádiós Top 40)                           | 37             |
| Irlanda (IRMA)                                    | 32             |
| (Billboard Global 200)                            | 164            |
| Nueva Zelanda (RMNZ Hot Singles)                  | 9              |
| Reino Unido (UK Singles)                          | 44             |
| República Checa (Rádio – Top 100)                 | 17             |

## Historial de lanzamiento
| Región         | Fecha                   | Formato(s)                 | Versión                    | Discográfica                   | Ref    |
| -------------- | ----------------------- | -------------------------- | -------------------------- | ------------------------------ | ------ |
| Varios         | 2 de septiembre de 2021 | Descarga digital streaming | Original                   | Asylum Records Warner Music UK | [ 10 ] |
| Varios         | 4 de octubre de 2021    | Descarga digital streaming | Remezcla de Joel Corry     | Asylum Records Warner Music UK | [ 11 ] |
| Estados Unidos | 5 de octubre de 2021    | Contemporary hit radio     | Original                   | Elektra Records                | [ 12 ] |
| Varios         | 12 de noviembre de 2021 | Descarga digital streaming | Remezcla de That Kind      | Asylum Records Warner Music UK | [ 13 ] |
| Varios         | 10 de diciembre de 2021 | Descarga digital streaming | Remezcla de Perfume Genius | Asylum Records Warner Music UK | [ 14 ] |